# 프란츠 프뉘어
프란츠 프뉘어(독일어: Franz Pfnür, 1908년 11월 21일~1996년 9월 21일)는 독일의 알파인 스키 선수로 1936년 동계 올림픽에서 복합 부문 금메달을 획득했다.